# Суббуря

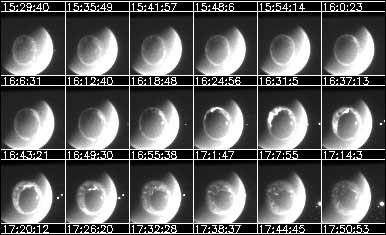
Серія знімків, зроблених ультрафіолетовим тепловізором на космічному апараті Polar, що показують полярне сяйво та верхні шари атмосфери Землі. Світлий півкруг на кожному кадрі — це атмосфера, освітлена світловою енергією Сонця, а світлий овал — це полярне сяйво. Під час суббурі овал полярного сяйва яскравішає в локалізованій області, а потім раптово розпадається на багато різних форм, які розширюються як до полюса, так і до екватора.

Суббуря (також магнітосферна суббуря або авроральна суббуря) — короткочасне збурення в магнітосфері Землі, яке призводить до вивільнення енергії з «хвоста» магнітосфери та її впорскування в іоносферу на високих широтах. Візуально суббуря спостерігається як раптове посилення яскравості та посилення руху дуг полярних сяйв. Суббурі вперше були описані в якісних термінах Крістіаном Біркеланом, який назвав їх полярними елементарними бурями. Сідні Чепмен приблизно у 1960 році використовував термін «суббуря», який тепер став стандартним терміном. Морфологію полярного сяйва під час суббурі вперше описав Сюн-Ічі Акасофу в 1964 році використовуючи дані, зібрані протягом Міжнародного геофізичного року.
Суббурі суттєво відрізняються від геомагнітних бур. Звичайні геомагнітні бурі тривають протягом кількох днів, їх можна спостерігати з будь-якої точки Землі, вони викидають велику кількість іонів у зовнішній радіаційний пояс і трапляються один або два рази на місяць під час сонячного максимуму та кілька разів на рік під час сонячного мінімуму. З іншого боку, суббурі відбуваються протягом кількох годин, спостерігаються переважно в полярних регіонах, не вводять багато частинок у радіаційний пояс і є відносно частими — часто виникають лише з інтервалом у кілька годин одна від одної. Суббурі можуть бути інтенсивнішими та траплятися частіше під час геомагнітної бурі, коли одна суббуря може розпочатися ще до того, як завершилася попередня. Джерелом магнітних збурень для геомагнітних бур є кільцевий струм, тоді як джерелом магнітних збурень під час суббур є електричні струми в іоносфері у високих широтах. Під час суббурі струми, що протікають через хвіст магнітосфери, відхиляються в іоносферу через клин суббуревих струмів (англ. substorm current wedge).
Суббурі можуть спричиняти збурення магнітного поля в зонах полярних сяйв магнітудою до 1000 нТл, що становить приблизно 2 % від загальної напруженості магнітного поля в цій області. Збурення набагато більші в космосі, і деякі геостаціонарні супутники під час суббур реєструють падіння магнітного поля до половини своєї нормальної напруженості. Найбільш помітною ознакою суббурі є збільшення інтенсивності та розміру полярних сяйв. Суббурі можна розділити на три фази: фазу зростання, фазу розширення та фазу відновлення.
У 2012 році космічна місія THEMIS спостерігала динаміку швидкого розвитку суббур, підтвердивши існування гігантських магнітних канатів, та спостерігала невеликі вибухи на периферії магнітного поля Землі.